# Dennis Chambers
Dennis Chambers, född 9 maj 1959, är en amerikansk trummis som har spelat in och framträtt tillsammans med John Scofield, Carl Filipiak, Steely Dan, Santana, Parliament/Funkadelic, John McLaughlin, Niacin, Mike Stern och många fler. Han är även trummis i svensk/norska Graffiti med Håkon Graf och Ulf Wakenius. Chambers är en välkänd trummis inom musikervärlden för sin imponerande teknik och snabbhet. 
Chambers började spela trummor vid 4 års ålder och spelade på nattklubbar i Baltimore-områdena vid 6 års ålder. 1978 (när han var 18 år) gick han med i Parliament/Funkadelic, och stannade där ända tills 1985. Sedan dess har han spelat med de flesta av de stora artisterna inom jazz fusion-musiken.